# Поводься по-дорослому (Доктор Хаус)
«Поводься по-дорослому» (англ. Act Your Age)  — дев'ятнадцята серія третього сезону американського телесеріалу «Доктор Хаус». Прем'єра епізоду проходила на каналі FOX 17 квітня 2007. Доктор Хаус і його команда мають врятувати 6-річну дівчинку і її брата, які мають дуже люблячого батька.

## Сюжет
В дитячому садку хлопчик Джаспер побився з однолітком. Вихователька викликала батька, тому що не може зупинити кровотечу з носа. Невдовзі 6-річна Люсі, сестра Джаспера, переносить серцевий напад. У дівчинки гіпертонія, тому їй роблять операцію. Форман і Кемерон перевіряють кров Люсі на десятки хвороб, а Чейз тим часом вирішує піти додому, бо вважає, що ці аналізи не дадуть результату. Наступного ранку Форман і Кемерон повідомляють Хауса, що всі їх аналізи негативні. Але Чейз, який вчора зробив аналіз на наяву грибків, повідомив, що у Люсі знайдено мікоз. Хаус наказує зробити біопсію лімфовузла.
Під час процедури у пацієнтки розвивається подвійний зір. Біопсія негативна, тому версія з грибком відпадає. Хаус вважає, що у дівчинки може бути ювенільний ревматоїдний артрит. Проте невдовзі у Люсі трапляється інсульт через тромб. Аналіз показав, що у пацієнтки надлишок крові і тому Форман починає викачувати її. Кемерон і Чейз перевіряють будинок і знаходять під ліжком закривавлену футболку. Кемерон вважає, що батько міг зґвалтувати дочку. Форман бере у батька дозвіл на повний огляд тіла і Кемерон проводить його. Оглянувши статеві органи вона бачить, що вони порізані, дещо вже зажило, а дещо ще свіже. Взявши кров на аналіз команда і Хаус дізнаються, що у Люсі статеве дозрівання, проте воно не повинно починатися у її віці.
Згодом дівчинці стає краще і вона розповідає, що у неї почала текти кров, а подруга сказала запхати в трусики якусь ганчірку. Також вона сказала, що порізи нанесла сама собі батьковою бритвою. Форман вважає, що у дівчинки може бути пухлина і Хаус наказує зробити томографію голови і статевих органів. Сканування показує, що біля лівого яєчника є маленька пухлина. Тим часом Джаспер починає фліртувати з Кемерон. Чейз і Форман роблять біопсію пухлини, але під час процедури у Люсі трапляється тахікардія. Також оглянувши пухлину Форман повідомляє, що це не пухлина, а кіста. Чейз і Кемерон залишаються на ніч в лабораторії, щоб перевірити речі, які вони знайшли в будинку. На перерві Чейз питає у Кемерон чи вона його кохає, але момент перериває Джаспер. Він кидається на Чейза і кусає його за руку.
Дізнавшись новину Хаус розуміє, що і у дівчинки і у її брата одна проблема — надлишок гормонів. Чейз думає, що у дітей може бути спадкова хвороба. Їх мати померла від пухлини мозку, тому команда перевіряє її медичну історію. Раптом у Люсі починаються сильні болі в животі. Зробивши МРТ команда і Хаус помічаються кісти в підшлунковій, нирках і легенях. Кемерон вважає, що пацієнтці потрібно вирізати гіпофіз, але Хаус проти цього. Проте батько дозволяє операцію. Незабаром Хаус здогадується, що батько зустрічається з вихователькою його дітей. Батько зізнається, що використовує крем для потенції. Тому Хаус робить висновки: у кремі велика кількість тестостерону, а оскільки 30 % продуктів життєдіяльності виділяється через шкіру, батько, коли обіймав дітей, передавав їм дуже велику кількість тестостерону, який і вбивав їх. Батько відмовляється від крему і діти одужують.